# Viatxeslav Ivankov
Viatxeslav Kirillovitx Ivankov (rus : Вячесла́в éИванько́в), també conegut amb el sobrenom de Yaponchik, va ser un destacat cap criminal de les màfies post-soviètiques, conegut per les seves activitats delictives a Rússia i els Estats Units. Ivankov va créixer a Moscou, i de jove era practicant amateur de lluita esportiva. El seu primer ingrés a la presó va ser per una baralla en un bar, però la seva carrera criminal va anar progressant dins del clan de Sólntsevskaia, del que algunes fonts en consideren un destacat impulsor. El 1982 va ser condemnat a 14 anys de presó per tinença il·lícita d'armes, narcotràfic i falsificació de documents. El març de 1991 va abandonar la presó, coincidint amb un moment d'expansió del crim organitzat rus. Aleshores, ja considerat com un destacat Vor v zakone, va traslladar-se als Estats Units el març de 1992. A Nova York, es va relacionar amb el nucli criminal que des de feia dues dècades operava des del sud de Brooklyn, la Petita Odessa de Brighton Beach, i amb els anys seria considerat com "el mafiós rus més poderós dels Estats Units", segons fonts de l'FBI. Va ser condemnat per extorsió el 1995, i va estar empresonat fins que l'any 2004 va ser extradit a Rússia. Va morir l'any 2009 d'una peritonitis, presumiblement de la complicació de les ferides que un franctirador li va causar en un restaurant de Moscou.